# Persson (släkt)
Persson är en svensk släkt som är grundare och kontrollerande ägare i klädföretaget Hennes & Mauritz. Veckans Affärer bedömde att den levande familjen Persson 2013 var Sveriges näst mäktigaste familj i ekonomiskt avseende.
Erling Persson var en entreprenör, som 1943 grundade Pennspecialisten och 1947 i Västerås grundade Hennes & Mauritz 1947, då med namnet Hennes. Hans son Stefan hade ledningen 1982–97 och Stefan Perssons son Karl-Johan blev efter två perioder med chefer rekryterade utanför familjen verkställande direktör 2009.   

## Släktträd
- Erland Persson, gift med Ella Persson, vilka drev en charkuteributik i Västerås.
  - Erling Persson (1917–2002), gift i första äktenskapet med Margot Lacobi och i andra äktenskapet från 1984 med Margareta Frestadius.
    - Sian Persson (1945–92), gift med Jörgen Bengtsson
      - Stefan Bengtsson (född 1972)
      - Jan Bengtsson (född 1972)

    - Stefan Persson (född 1947), gift i första äktenskapet med Pamela Collett och i andra äktenskapet 1993 med Denise Florman.
      - Karl-Johan Persson (född 1975)
      - Charlotte Söderström (född 1977)
      - Tom Persson  (född 1985)

    - Lottie Tham (född 1949), gift med Pieter Tham (född 1949)
      - Lina Tham von Heidenstam (född 1976)
      - Carl Tham (född 1979)
      - Nils Tham (född 1985)